# إسماعيل سيلفا (لاعب كرة قدم)
إسماعيل سيلفا ليما (1 ديسمبر 1994 بسيارا في البرازيل - ) هو لاعب كرة قدم برازيلي في مركز الوسط. لعب مع نادي كالمار والفيصلي السعودي.

## روابط خارجية
- إسماعيل سيلفا ليما على موقع اتحاد السويد (السويدية)
- إسماعيل سيلفا ليما على موقع قاعدة بيانات كرة القدم.إي يو (الإنجليزية)
- إسماعيل سيلفا ليما على موقع Soccerbase.com (لاعب) (الإنجليزية)
- إسماعيل سيلفا ليما على موقع Soccerway.com (الإنجليزية)
- إسماعيل سيلفا ليما على موقع عالم كرة القدم.نت (الإنجليزية)